# Expansión de Engel
La expansión de Engel de un número real positivo x es la sucesión no decreciente de enteros positivos {\displaystyle \{a_{1},a_{2},a_{3},\dots \}} tal que
{\displaystyle x={\frac {1}{a_{1}}}+{\frac {1}{a_{1}a_{2}}}+{\frac {1}{a_{1}a_{2}a_{3}}}+\cdots .\;}
Los números racionales tienen una única expansión de Engel finita y una única expansión de Engel infinita, mientras que los números irracionales tienen una única expansión de Engel infinita. Si x es racional, su expansión de Engel proporciona una representación de x como una fracción egipcia. Las expansiones de Engel son llamadas en honor a Friedrich Engel, quien las estudió en 1913.
Una expansión análoga a la expansión de Engel, en la que términos alternados son negativos, es llamada expansión de Pierce.

## Expansiones de Engel, fracciones continuas, y Fibonacci
Kraaikamp y Wu (2004) observó que una expansión de Engel también puede ser escrita como una variante ascendente de una fracción continua:
{\displaystyle x={\frac {\displaystyle 1+{\frac {\displaystyle 1+{\frac {\displaystyle 1+\cdots }{\displaystyle a_{3}}}}{\displaystyle a_{2}}}}{\displaystyle a_{1}}}.}
Ellos afirman que las fracciones continuas ascendentes tales como esta habían sido estudiadas con anterioridad en Liber Abaci (1202) por Fibonacci. Esta afirmación parece referirse a la notación de la fracción compuesta de Fibonacci en la que una sucesión de numeradores y denominadores que comparten la misma barra fraccionaria representa una fracción continua ascendente:
{\displaystyle {\frac {a\ b\ c\ d}{e\ f\ g\ h}}={\dfrac {d+{\dfrac {c+{\dfrac {b+{\dfrac {a}{e}}}{f}}}{g}}}{h}}.}
Si tal notación tiene todos sus numeradores como 0 o 1, como ocurre varias veces en Liber Abaci, el resultado es una expansión de Engel. Sin embargo, las expansiones de Engel como técnica general no parece ser descrita por Fibonacci.

## Algoritmo para calcular expansiones de Engel
Para encontrar la expansión de Engel de x, sea
{\displaystyle u_{1}=x,}
{\displaystyle a_{k}=\left\lceil {\frac {1}{u_{k}}}\right\rceil ,}
y
{\displaystyle u_{k+1}=u_{k}a_{k}-1}
donde {\displaystyle \left\lceil r\right\rceil } es la función techo (el menor entero no menor que r). 
Si {\displaystyle u_{i}=0} para cualquier i, el algoritmo se para.

## Ejemplo
Para encontrar la expansión de Engel de 1.175, se realizan los siguientes pasos.
{\displaystyle u_{1}=1.175,a_{1}=\left\lceil {\frac {1}{1.175}}\right\rceil =1;\,}
{\displaystyle u_{2}=u_{1}a_{1}-1=1.175\cdot 1-1=0.175,a_{2}=\left\lceil {\frac {1}{0.175}}\right\rceil =6\,}
{\displaystyle u_{3}=u_{2}a_{2}-1=0.175\cdot 6-1=0.05,a_{3}=\left\lceil {\frac {1}{0.05}}\right\rceil =20\,}
{\displaystyle u_{4}=u_{3}a_{3}-1=0.05\cdot 20-1=0\,}
La serie termina aquí. Así,
{\displaystyle 1.175={\frac {1}{1}}+{\frac {1}{1\cdot 6}}+{\frac {1}{1\cdot 6\cdot 20}}}
y la expansión de Engel de 1.175 es {1, 6, 20}.

## Expansiones de Engel de números racionales
Todo número racional positivo tiene una única Expansión de Engel finita. En el algoritmo para la expansión de Engel, si ui es un número racional x/y, entonces ui+1 = (−y mod x)/y. Más aún, en cada paso, el numerador en la fracción restante ui disminuye y el proceso de construcción de la expansión de Engel debe terminar en un número finito de pasos. Todo número racional también tiene una única expansión de Engel infinita: usando la identidad
{\displaystyle {\frac {1}{n}}=\sum _{r=1}^{\infty }{\frac {1}{(n+1)^{r}}}.}
el dígito final n en una expansión de Engel finita puede ser reemplazado por una sucesión infinita de (n + 1)s sin cambiar su valor. Por ejemplo
{\displaystyle 1.175=\{1,6,20\}=\{1,6,21,21,21,\dots \}.\;\;}
Esto es análogo al hecho de que todo número racional con una representación decimal finita también tiene una representación decimal infinita (véase 0.999...).
Una expansión de Engel infinita en la que todos sus términos son igual es una serie geométrica.
Erdős, Rényi, y Szüsz se preguntaron por los límites no triviales en la longitud de una expansión de Engel finita de un número racional x/y; esta cuestión fue resuelta por Erdős y Shallit, que demostraron que el número de términos en la expansión es O(y1/3 + ε) para todo ε > 0.

## Expansión de Engel para progresiones aritméticas
Tenemos:
{\displaystyle \sum _{k=1}^{\infty }{\frac {1}{\prod _{i=0}^{k-1}(\alpha +i\beta )}}={\frac {1}{\alpha }}+{\frac {1}{\alpha (\alpha +\beta )}}+{\frac {1}{\alpha (\alpha +\beta )(\alpha +2\beta )}}+\cdots .}
con {\displaystyle \alpha ,\beta \in \mathbb {N} } y {\displaystyle 0<\alpha \leq \beta }. 
Entonces, en general
{\displaystyle \left({\frac {1}{\beta }}\right)^{1-{\frac {\alpha }{\beta }}}e^{\frac {1}{\beta }}\gamma \left({\frac {\alpha }{\beta }},{\frac {1}{\beta }}\right)=\{{\alpha },\alpha (\alpha +\beta ),\alpha (\alpha +\beta )(\alpha +2\beta ),\dots \}\;}
donde {\displaystyle \gamma } representa la Función gamma incompleta inferior.
En concreto, si {\displaystyle \alpha =\beta },
{\displaystyle e^{1/\beta }-1=\{1\beta ,2\beta ,3\beta ,4\beta ,5\beta ,6\beta ,\dots \}\;}.

## Expansión de Engel para potencias
La identidad de Gauss de q-análogo se puede escribir como:
{\displaystyle \prod _{n=1}^{\infty }{\frac {1-{\frac {1}{q^{2n}}}}{1-{\frac {1}{q^{2n-1}}}}}=\sum _{n=0}^{\infty }{\frac {1}{q^{\frac {n(n+1)}{2}}}},\quad q\in \mathbb {N} .}
Utilizando esta identidad, podemos expresar la expansión de Engel para potencias de {\displaystyle q} de la siguiente forma:
{\displaystyle \prod _{n=1}^{\infty }\left(1-{\frac {1}{q^{n}}}\right)^{(-1)^{n}}=\sum _{n=0}^{\infty }{\frac {1}{\prod _{i=1}^{n}q^{i}}}.}
Además, esta expresión puede reescribirse en forma cerrada como:
{\displaystyle {\frac {q^{1/8}\vartheta _{2}\left({\frac {1}{\sqrt {q}}}\right)}{2}}=\{1,q,q^{3},q^{6},q^{10},\ldots \}}
donde {\displaystyle \vartheta _{2}} es la segunda Función theta elíptica.

## Expansiones de Engel de algunas constantes conocidas
{\displaystyle \pi } = {1, 1, 1, 8, 8, 17, 19, 300, 1991, 2492,...} (sucesión A006784 en OEIS)
{\displaystyle {\sqrt {2}}} = {1, 3, 5, 5, 16, 18, 78, 102, 120, 144,...} (sucesión A028254 en OEIS)
{\displaystyle e} = {1, 1, 2, 3, 4, 5, 6, 7, 8, 9, 10, 11, 12, 13,...} (sucesión A000027 en OEIS)
Más expansiones de Engel para constantes se pueden encontrar aquí.

## Tasa de crecimiento de los términos de la expansión
Los coeficientes ai de una expansión de Engel típicamente exhiben crecimiento exponencial; más concretamente, para casi todos los números en el intervalo (0,1], el límite {\displaystyle \lim _{n\rightarrow \infty }a_{n}^{1/n}} existe y es igual a e. Sin embargo, el subconjunto del intervalos para el cual esto no es el caso es lo suficientemente grande, tal que su dimensión de Hausdorff es uno.
La misma tasa de crecimiento típica se aplica a los términos en una expansión generada por el algoritmo voraz para fracciones egipcias. Sin embargo, el conjunto de números reales en el intervalo (0,1] cuyas expansiones de Engel coinciden con sus expansiones voraces tiene medida cero, y dimensión de Hausdorff 1/2.